# دون كاتس
دون كاتس (بالإنجليزية: Don Katz)‏ هو مسير أعمال أمريكي، ولد في 30 يناير 1952 في شيكاغو في الولايات المتحدة.